# Skidzel
Skidzel (bělorusky Скідзель nebo Скідаль – Skidal, rusky Скидель – Skiděl, polsky Skidel, litevsky Skidlius) je město v Hrodenské oblasti v Bělorusku. K roku 2018 v něm žilo přes deset tisíc obyvatel.

## Poloha
Skidzel leží přibližně 35 kilometrů východně od Hrodna, správního střediska oblasti.

## Dějiny
Sídlo zde bylo založeno v 16. století a od roku 1974 je městem. V meziválečném období v letech 1921 až 1939 bylo součástí druhé Polské republiky.